# Крас (стадіон)
Крас Стадіон (також пишеться як КРАС Стадіон) — футбольний стадіон у районі Волендам муніципалітету Едам-Волендам, провінція Північна Голландія. Він розташований неподалік від берега Маркермер. Стадіон є домашньою ареною футбольного клубу «ФК Волендам».

## Історія
Відкритий у 1975 році, стадіон складається з чотирьох однорівневих критих глядацьких трибун (трибуна Доктора Дуйна, трибуна Яапа Йонка, трибуна Яапа Бонда, трибуна Пе Мюрена), які пропонують 6984 місця для відвідувачів. Поруч зі стадіоном є ще вісім футбольних полів. На початку 1990-х років на стадіоні була проведена найбільша реконструкція. З 2006 року на майданчику було покладено штучне покриття.
Стадіон Волендама кілька років називався Стадіон Вероніка. Свою нинішню назву він отримав від компанії з перероблювання сміття у Волендамі Kras Recycling BV, генеральний директор якої Генк Крас також був президентом ФК «Волендам».
7 липня 2012 року на стадіоні «Крас» відбувся четвертий щорічний концерт Votown AllStars.

## Майбутнє
У 2021 році було оголошено, що ФК «Волендам» вивчає можливість будівництва нового стадіону на околиці Волендама, який замінить нинішній. Попередня робоча назва нового стадіону — «t Skip». Стадіон має вміщати щонайменше 10 000 глядачів.

## Галерея

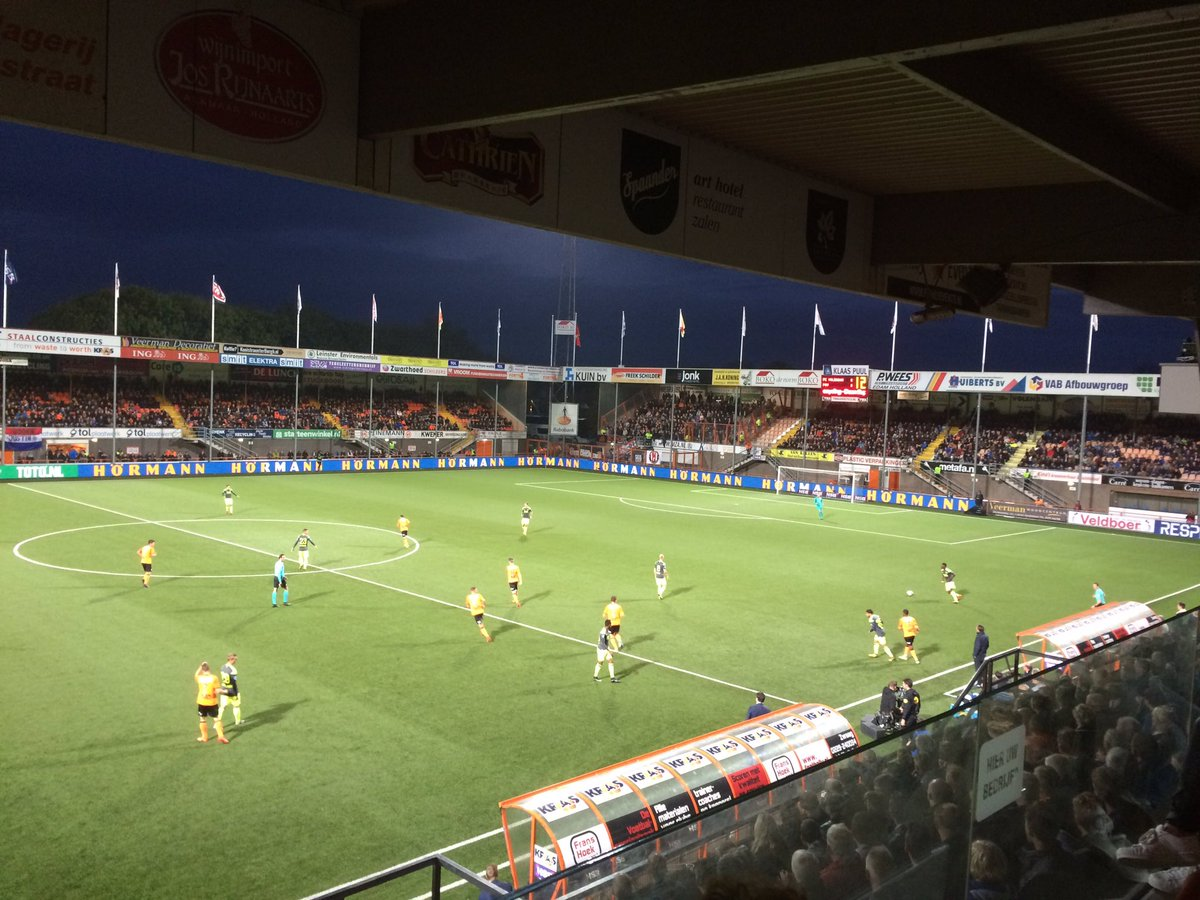
26.10.2017 ФК Волендам проти ПСВ
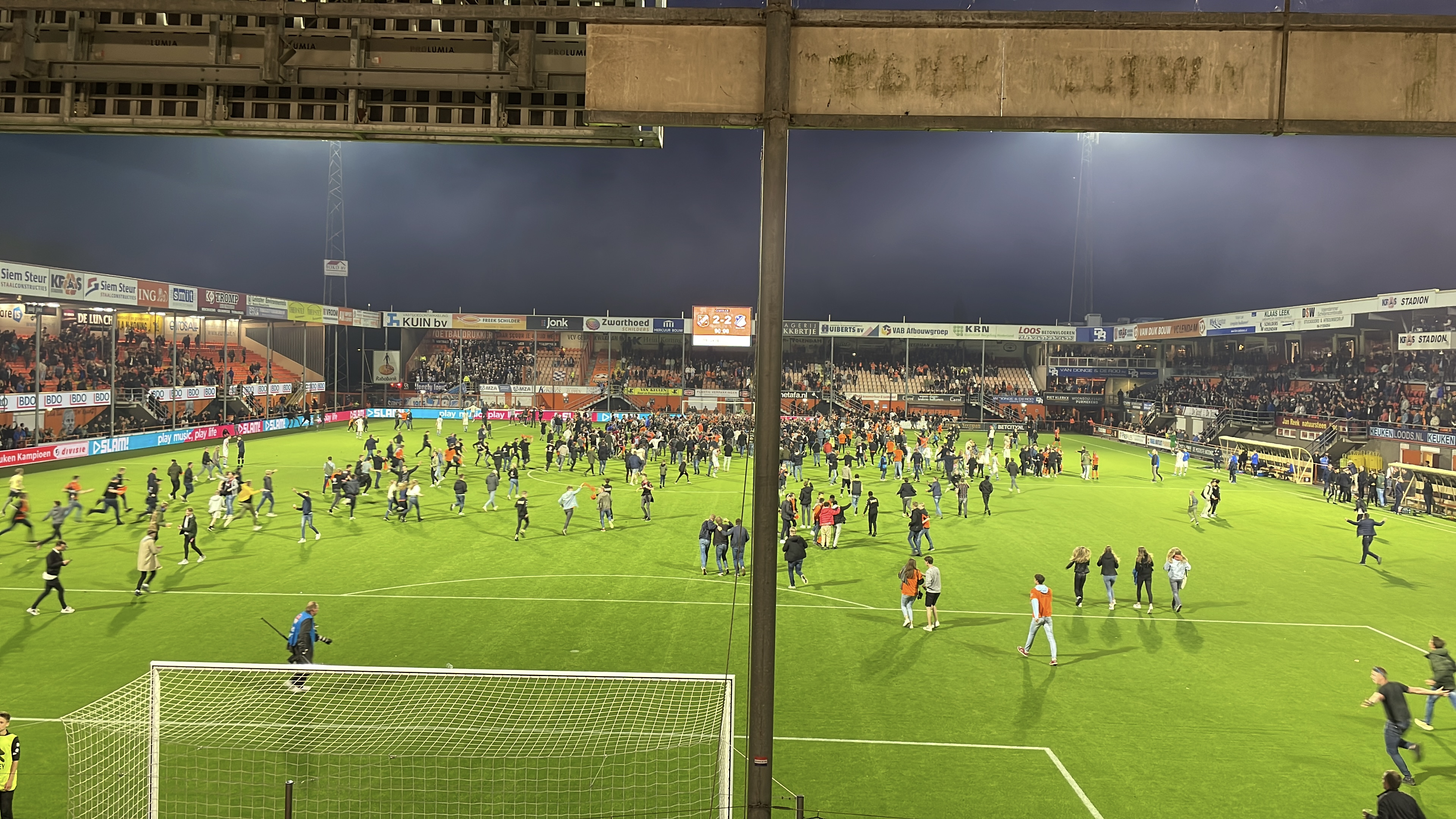
06.05.2022 Вболівальники ФК "Волендам" штурмують майданчик, щоб відсвяткувати вихід до Ередивізії після матчу з ФК "Ейндховен" (2:2).
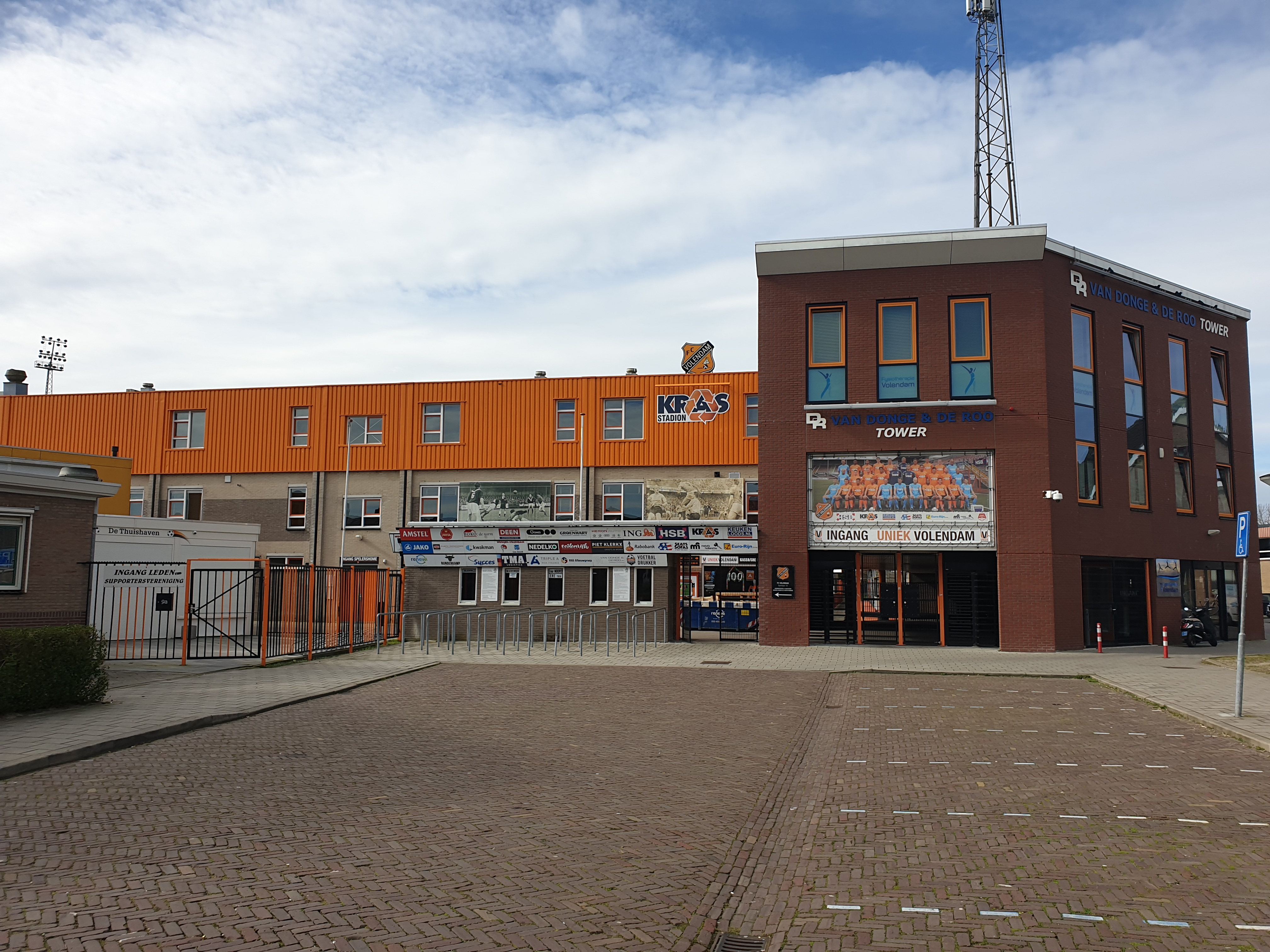
Зовнішній вигляд стадіону "Крас"